# Romain (Jura)
Romain – miejscowość i gmina we Francji, w regionie Burgundia-Franche-Comté, w departamencie Jura.
Według danych na rok 1990 gminę zamieszkiwały 132 osoby, a gęstość zaludnienia wynosiła 22 osoby/km² (wśród 1786 gmin Franche-Comté Romain plasuje się na 611. miejscu pod względem liczby ludności, natomiast pod względem powierzchni na miejscu 725.).